# 浅倉いづみ
浅倉 いづみ（あさくら いづみ、1971年4月27日 - ）は、日本の女優。エビス大黒舎所属。福島県出身。身長166cm、体重49kg。以前の所属事務所は、トム・プロジェクト。文学座附属演劇研究所卒業、シェイクスピアシアター研究所出身。

## 出演

### 映画
- 東雲楼 女の乱（1994年、関本郁夫監督）
- そうかもしれない（2005年、保坂延彦監督）

### テレビ
- 火曜サスペンス劇場『救命指定病院』　第4作（1995年、日本テレビ）
- ラブラブ トンマ　第10話（1996年、TSS）
- 名探偵金田一耕助の傑作推理『黒い羽根の呪い』（1996年3月25日、TBS）
- 名探偵金田一耕助の傑作推理『幽霊座』（1997年1月3日、TBS） - 岬乙女役
- ストーカー 逃げきれぬ愛　第1-4話（1997年、日本テレビ）
- 金曜エンタテイメント『美味しんぼ』Part4（1997年10月8日、フジテレビ）
- 月曜ドラマスペシャル『親子弁護士の探偵帖』（1997年10月13日、TBS）
- 太陽がいっぱい（1998年、フジテレビ）
- いのちの器　第3話（1998年、フジテレビ）
- ショムニ・第1シリーズ　第4話（1998年5月6日、フジテレビ）
- 花王 愛の劇場『パパ・レンタル中』（1998年、TBS）
- 火曜サスペンス劇場『松本清張スペシャル中央流沙』（1998年8月4日、日本テレビ）
- 風の行方（1999年、東海テレビ）
- 連続テレビ小説『こころ』　第3週（2003年、NHK）
- 金曜エンタテイメント『新・京都祇園芸妓シリーズ　都おどり殺人事件』（2003年11月28日、フジテレビ）
- 神経内科医匂坂俊介の事件カルテNo.1 ロックド・イン症候群（2004年4月7日、BSフジ）

### CM
- 長崎ちゃんぽん『リンガーハット』

### 舞台
- お葉といふ女（1998年12月15 - 27日、椿組プロデュース公演）
- でんぶの湖〜大菩薩峠より〜（劇団まんだらプロデュース公演）
- バイキングーヘルゲランの勇者達
- 夏の夜の夢
- 人情喜劇 火焔太鼓〜お殿様一生一度の恋患い〜（2005年5月8日-5月30日、明治座公演）[2]